# Авербург, Василий Константинович
Василий Константинович Авербург (1873—1916) — русский военный  деятель, полковник  (1915). Герой Первой мировой войны.

## Биография
В 1891 году  после окончания гимназии  в  Гельсингфорсе вступил в службу вольноопределяющимся Красноярский 95-й пехотный полк. В 1893 году после окончания Алексеевского военного училища произведён в подпоручики и выпущен в 24-ю артиллерийскую бригаду. В 1896 году  произведён в поручики, в 1899 году в штабс-капитаны, в 1905 году в капитаны. С 1904 года участник Русско-японской войны. С 1905 года участник Мукденского сражения, за боевые отличия был награждён орденом Святой Анны IV степени «За храбрость».
С 1911 года после окончания Офицерской артиллерийской школы, подполковник 37-й артиллерийской бригады.
С 1914 года участник Первой мировой войны, командир 1-й батареи 1-го мортирного артиллерийского дивизиона. 4 ноября 1914 года за храбрость награждён Орденом Святого Георгия 4-й степени.
В 1915 году произведён в полковники, состоял в резерве чинов при штабе Минского военного округа. 26 января 1916 года исключён из списков личного состава умершим.

## Награды
- Орден Святого Станислава 2-й степени   (1905)
- Орден Святой Анны 4-й степени «За храбрость» (1905)
- Орден Святой Анны 2-й степени с мечами (1907)
- Орден Святого Владимира 4-й степени (1912; Мечи и бант к ордену — ВП 03.06.1915)
- Орден Святого Георгия 4-й степени (ВП 04.11.1914)
- Орден Святого Владимира 3-й степени с мечами (ВП 25.12.1915)